# (9974) Броуди
(9974) Броуди (лат. Brody) — типичный астероид главного пояса, который был открыт 19 июля 1993 года бельгийским астрономом Эриком Эльстом в астрономической обсерватории Ла-Силья в Чили и назван в честь американского актёра и продюсера Эдриена Броуди, который приобрёл всемирную известность после роли польско-еврейского пианиста Владислава Шпильмана в фильме «Пианист».

Орбита астероида Броуди и его положение в Солнечной системе